# یاسونوری سیزو
یاسونوری سیزو (به ژاپنی: 安則 盛三, Yasunori Seizō); ۲۸ مارس ۱۹۲۴ – ۱۱ مهٔ ۱۹۴۵) عضو  نیروی دریایی امپراتوری ژاپن بود. در ۱۱ مه ۱۹۴۵، او یک مأموریت انتحاری کامی‌کازه علیه یواس‌اس بانکر هیل (سی وی - ۱۷) را در طول نبرد اوکیناوا و جنگ جهانی دوم انجام داد. این کشتی در عملیاتهای متعددی در جبهه اقیانوس آرام جنگ جهانی دوم شرکت کرده بود. در مه ۱۹۴۵ با حملات کامیکازه ژاپنیها شدیداً آسیب دید و صدها تن از خدمه اش تلف شدند.